# Останнє королівство
«Останнє королівство» (англ. The Last Kingdom) — британський історичний серіал, який є телевізійною адаптацією популярної серії книг Бернарда Корнвелла під загальною назвою «Саксонські хроніки». Прем'єра серіалу відбулася 10 жовтня 2015 року на телеканалі BBC America в США, а у Великій Британії — 22 жовтня того ж року на телеканалі BBC Two.
У грудні 2015 року серіал був продовжений на другий сезон, прем'єра якого відбулася 16 березня 2017 року в США. У вересні 2017 року серіал був продовжений на третій сезон, який став доступний ексклюзивно на Netflix 19 листопада 2018 року.

## Сюжет

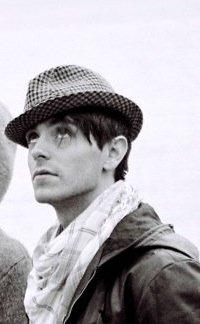
Девід Доусон, який грає Короля Альфреда

Сюжет серіалу розгортається в другій половині IX століття, коли те, що зараз відомо як Англія, було декількома окремими англосаксонськими королівствами — Нортумбрією, Мерсією, Вессексом, Східною Англією, тощо. Англо-саксонські землі зазнають нападу «великої армії язичників» — вікінгів, і владу над ними захоплюють дани. Часткову незалежність зберігає тільки королівства Вессекс, яким править розумний і талановитий король Альфред Великий.
Головний герой — Утред Беббанбургський — осиротілий син англосаксонського тена, викрадений скандинавами і вихований в якості прийомного сина ярла Рагнара. В результаті війни, що почалася між вікінгами і саксами, а також династичних інтриг, відданість Утреда зазнає серйозних випробувань, змушуючи його вибирати між данами, які його виростили, і англійцями, що піднялися проти них.

### Перший сезон
На початку першого сезону ярл Рагнар жорстоко і підступно убитий своїм одноплемінником Кьяртаном. Утред Беббанбургський, вихований ярлом Рагнаром як рідний син в традиціях данів, мріє про помсту. Він починає мандрувати по Англії, шукаючи способи підібратися до Кьяртана, і незабаром приєднується до тільки що коронованого короля Вессекса Альфреда. Альфред, вбачаючи в Утреді великого воїна, просить його зайнятися тактичною підготовкою війська до бою з данами.
Поступаючись вмовлянням Альфреда одружитися зі знатною дамою, Утред одружується з леді Мілдріт, але незабаром дізнається, що з одруженням на нього перейшов величезний борг сім'ї Мілдріт перед церквою. Утред розуміє, що король лукаво промовчав про борг, бажаючи підставити його. Сама ж Мілдріт виявляється милою жінкою, і народжує від Утреда сина.
Щоб розплатитися з боргом, Утред вирушає до Корнуолла, щоб зайнятися пограбуваннями. Там він зустрічає короля Перадура і приймає його пропозицію за гроші воювати з данами, але незабаром Утред зраджує короля Перадура, викрадає його скарби і забирає з собою королеву Ізольду, що володіє чаклунськими здібностями.
Невдовзі дани нападають на Вессекс і захоплюють столицю. Альфред, Утред і частина двору тікають і ховаються на болотах. Звідти вони скликають військо і готуються до вирішального бою. Військо повинен очолити Утред. Тим часом маленький син Утреда гине, їх шлюб з Мілдріт розпадається.
Події першого сезону завершуються історичними битвами саксів Альфреда з військом Убби при Кінвіті і армією Гутрума при Едингтоні, що мали місце навесні 878 року. У серіалі військо короля Альфреда веде в бій Утред Беббанбургський. Він перемагає, але Ізольда і найближчий друг Утреда, Леофрик, гинуть. Утред приймає подяку короля Альфреда, і король відпускає його зі служби, щоб Утред міг знову зайнятися пошуками вбивці свого прийомного батька.

### Другий сезон
Утред виконує ще одне доручення Альфреда, визволяючи з рабства у Кьяртана короля Нортумбрії Гутреда. Альфред сподівається, що північні землі об'єднаються під владою Гутреда і будуть протистояти данам, що врешті-решт сприятиме створенню єдиної Англії. Утред і Гізела, сестра Гутреда, закохуються одне в одного. Утред клянеться у вірності королю Гутреду, але той, за порадою абата Еадреда, зраджує Утреда і продає, разом з двома соратниками, в рабство. Майже рік Утред в рабстві трудиться гребцем на данському кораблі, поки його зведений брат, Рагнар, не звільняє його за наказом Альфреда. Повернувшись, Утред виявляє, що абат Еадред намагається проти волі видати Гізелу заміж за ворога Утреда. У люті Утред вбиває абата. У спокутування свого вчинку, він змушений знову дати клятву вірності королю Альфреду.
Незабаром Утред і Рагнар отримують шанс помститися Кьяртану. Вони атакують його, за чутками, неприступну фортецю, знайшовши в ній таємний прохід. У сутичці Рагнар вбиває Кьяртана, помста здійснюється, Рагнар і Утред також звільняють з полону Кьяртана свою сестру, що вважалася загиблою.
Йдуть роки. Утред вірно служить королю Альфреду, хоча сам Альфред поступово втрачає довіру до Утреда, вважаючи його невиправним «безбожним язичником».
В один день дають про себе знати давні вороги Утреда і Альфреда — брати-дани Зігфрід і Ерік. Вони готують пастку. Спочатку вони вдираються і захоплюють Лондон, а при спробі саксів звільнити його, беруть у полон доньку короля Альфреда Етельфледу. Рішучість короля Альфреда викупити доньку будь-якою ціною, викликає сумніви у лорда Одди, друга і багаторічного радника Альфреда. Одда вирішує зрадити королю і, заради порятунку королівства, зібравши власну армію, атакувати фортецю Бенфлеот, в якій перебуває Етельфледа. Тим часом один з братів, Ерік, шалено закохується в Етельфледу, і вирішує викрасти її, зрадивши брата. Утред вирішує допомогти Еріку, але в ніч, коли призначено їх втечу, все йде не за планом: Ерік гине, Етельфледа втікає, а Зігфрід виходить на бій з військом лорда Одди. Загін Зігфріда виявляється розбитий, Зігфрід гине, але Альфред не прощає зради своєму другові. Лорд Одда запроторюється у в'язницю, де закінчує життя самогубством. Утред залишається на службі в короля Альфреда, але його довіру до Альфреда підірвано, і він починає замислюватися про власні інтереси…

### Третій сезон
Подій сезону розгортаються на тлі боротьби за владу і контроль над Англією в IX столітті. Основні з них:
1. Змова проти короля Альфреда: Король Альфред занедужав, і його стан продовжує погіршуватись. Це створює загрозу для його влади та єдності Вессексу. Частина дворянства починає змову з метою усунення Альфреда і встановлення нового правителя.
2. Вторгнення данів: Данці продовжують свої напади на англосаксонські королівства. Зокрема, данські вожді здійснюють напад на Лондон і захоплюють місто. Вони ставлять перед собою завдання завоювати Вессекс.
3. Утред і Йоранта: Головний герой Утред з Беббанбурга стикається з новими викликами, намагаючись захистити свою сім’ю і зберегти вірність Альфреду. У цей час він знову зустрічає Йоранту, колишню рабиню, яка тепер має власні плани і інтриги. Їхні стосунки стають складнішими через її амбіції і бажання влади.
4. Поїздка до Дорсетширського форту: Утред отримує завдання вирушити до форту в Дорсетширі, щоб зустрітися з Еріксоном, данським вождем, і знайти спосіб зупинити данські напади на Вессекс. Це призводить до багатьох небезпечних зіткнень з данцями.
5. Король Гутрум і битва при Етандуні: Король Гутрум, який прийняв християнство і отримав нове ім'я Етельстан, стає ключовою фігурою в боротьбі за Англію. Він готується до фінальної битви з данцями при Етандуні, де вирішується доля Вессексу. Утред відіграє вирішальну роль у цій битві.
6. Смерть Альфреда і спадщина: Альфред зрештою помирає, залишаючи після себе спадщину вірного короля, який об'єднав англосаксонські королівства. Його син, Едвард, успадковує трон, але його правління починається в умовах невизначеності та загроз з боку ворогів.
7. Кровна помста Утреда: Наприкінці сезону Утред продовжує свою місію помсти проти принца Етельвалда, який убив його прийомного брата Рагнара. Він має намір відновити справедливість.
Третій сезон завершується важливими змінами у політичній ситуації в Англії, і Утреду доводиться вирішувати, яку сторону вибрати в майбутній боротьбі за трон і незалежність.

### Четвертий сезон
Події розгортаються ще динамічніше, концентруючись на боротьбі за владу, сімейні конфлікти та нові виклики для Утреда:
1. Смерть Альфреда і новий король: Після смерті короля Альфреда його син Едвард стає королем Вессексу. Однак Едвард стикається з труднощами в управлінні та потребує підтримки, щоб утримати владу.
2. Завоювання Мерсії: Данці знову загрожують королівствам, і цього разу їхня мета — Мерсія. Утред допомагає Едварду і новій королеві Мерсії Етельфлед, сестрі Едварда, захищати ці землі від вторгнення.
3. Повернення до Беббанбурга: Утред вирішує повернути собі рідний замок Беббанбург, який захопив його дядько Ельфрік. Проте спроба захоплення замку закінчується невдачею, і Утред втрачає багато своїх людей.
4. Боротьба за Мерсію: Утред стає ключовою фігурою в боротьбі за контроль над Мерсією. Він допомагає Етельфлед стати правителькою Мерсії, підтримуючи її прагнення зберегти незалежність від Вессексу.
5. Сімейні конфлікти: Утред стикається з труднощами у власній родині, зокрема з дітьми, які починають ставити під сумнів його рішення і цінності. Його донька Стіорра вирішує піти з Сігтриггром, данським вождем, що стає важливим сюжетним моментом.
6. Облога Вінчестера: Данці на чолі з Сігтриггром і Бріда, колишньою коханкою Утреда, захоплюють Вінчестер і беруть в облогу місто. Ухтреду вдається врятувати заручників і допомогти Едварду повернути місто, але ситуація залишається напруженою.
7. Мирна угода: Сезон завершується укладанням мирної угоди між Вессексом і данцями. Утред повертає своїм дітям свободу, але його власне майбутнє залишається невизначеним, оскільки він мусить вирішити, яку роль зіграти у подальшій боротьбі за Англію.
Цей сезон підсумовує багато конфліктів і визначає подальший шлях Утреда у його прагненні повернути Беббанбург і знайти своє місце в мінливому світі.

### Пʼятий сезон
Останній сезон розгортає фінальну главу боротьби Утреда за своє спадкове право і за майбутнє Англії. Ось основні події:
1. Час минає: Пройшло кілька років від подій четвертого сезону. Едвард і Етельфлед закріплюють свою владу, але майбутнє Англії все ще під загрозою через постійні напади данців.
2. Смерть Етельфлед: Етельфлед, правителька Мерсії та колишня кохана Утреда, смертельно хворіє. Її смерть створює політичний вакуум, що викликає боротьбу за владу в Мерсії.
3. Утред і Стіорра: Утред возз'єднується зі своєю донькою Стіоррою, яка тепер живе з данським воєначальником Сігтриггром. Їхнє спільне життя символізує крихкий мир між саксами та данцями.
4. Загроза з боку Бріди: Бріда, колишня коханка Утреда, стає головним антагоністом сезону. Вона прагне помсти за всі свої втрати і збирає армію, щоб знищити Утреда та його близьких.
5. Внутрішні конфлікти у Вессексі: Син Едварда, Етельстан, виростає і стає претендентом на трон. Проте його місце в королівській родині не є стабільним, що призводить до інтриг та змов при дворі.
6. Битва за Беббанбург: Утред нарешті наважується на фінальний штурм свого рідного замку Беббанбург, щоб повернути його від свого жорстокого кузена Вітгера. Ця битва стає кульмінацією його життєвої боротьби.
7. Розв'язка: Сезон завершується великою битвою, де Утред і його союзники стикаються з військами щотландського короля Александра і Вітгера. Після перемоги Утред повертає Беббанбург, але розуміє, що його справжня спадщина полягає не тільки в землях, а й у його ролі в об'єднанні Англії.
У п'ятому сезоні завершується довга подорож Утреда. Він знаходить своє місце в світі, ставши ключовою фігурою в об'єднанні Англії, хоча й усвідомлює, що його шлях завжди був важчим, ніж він собі уявляв.

## В ролях

### Основний склад
= Головна роль у сезоні
     = Другорядна роль в сезоні
     = Не з'являється
| Актор                 | Персонаж              | Поява у сезонах | Поява у сезонах | Поява у сезонах | Поява у сезонах |
| Актор                 | Персонаж              | 1               | 2               | 3               | Епізоди         |
| --------------------- | --------------------- | --------------- | --------------- | --------------- | --------------- |
| Александр Дреймон     | Утред Боббанбургський | 8               | 8               | 10              | 26              |
| Девід Доусон          | Король Альфред        | 7               | 8               | 10              | 25              |
| Тобіас Занттельман    | Рагнар Янг            | 5               | 4               | 4               | 13              |
| Емілі Кокс            | Бріда                 | 6               | 3               | 8               | 17              |
| Адріан Бауер          | Леофрік               | 7               |                 | 2               | 9               |
| Томас В. Габріельссон | Гутрум                | 6               |                 |                 | 6               |
| Саймон Кунц           | Одда Старший          | 5               | 8               |                 | 13              |
| Гаррі Макінтайр       | Етельвалд             | 6               | 8               | 10              | 24              |
| Руне Темте            | Убба                  | 4               |                 |                 | 4               |
| Джозеф Мілльсон       | Ельфрик               | 2               | 2               |                 | 4               |
| Брайан Вернель        | Одда Янг              | 7               |                 |                 | 7               |
| Емі Рен               | Мільдред              | 5               |                 |                 | 5               |
| Чарлі Мерфі           | Королева Ізолуда      | 3               |                 |                 | 3               |
| Ян Харт               | Отець Беок            | 8               | 7               | 10              | 25              |
| Туре Ліндхардт        | Гутред                |                 | 4               |                 | 4               |
| Єва Бертистл          | Хіллда                | 2               | 6               | 5               | 13              |
| Джерард Кернс         | Галіг                 | 2               | 3               |                 | 5               |
| Девід Скхолфілд       | Abbath Eldred         |                 | 3               |                 | 3               |
| Пері Баумейстер       | Гізелла               |                 | 8               | 1               | 9               |
| Еліза Баттерворт      | Ельсвіта              | 7               | 8               | 10              | 25              |
| Пітер Макдональд      | Брат Трю              |                 | 3               |                 | 3               |
| Марк Роулі            | Фінан                 |                 | 6               | 10              | 16              |
| Александр Віллауме    | К*яртан               | 1               | 3               |                 | 4               |
| Юлія Бахе-Вііг        | Тіра                  | 1               | 5               | 7               | 13              |
| Оле Крістоффер Ертвог | Свен                  | 1               | 4               |                 | 5               |
| Бьорн Бенгтссон       | Зігфрід               |                 | 8               |                 | 8               |
| Каван Клеркін         | Отець Пирлігг         |                 | 4               | 6               | 10              |
| Арнас Федаравічус     | Сітрік                |                 | 8               | 10              | 18              |
| Крістіан Хілборн      | Ерик                  |                 | 8               |                 | 8               |
| Джеппе Бен Лорсен     | Гастінг               |                 | 7               | 9               | 16              |
| Тобі Регбо            | Етельред              |                 | 6               | 9               | 15              |
| Міллі Бреді           | Етельфледа            |                 | 8               | 9               | 17              |
| Джеймс Норкотт        | Алдхельм              |                 | 6               | 9               | 15              |
| Едріан Броше          | Стеапа                |                 | 8               | 9               | 17              |
| Юен Мітчелл           | Осферт                |                 | 3               | 10              | 13              |
| Тімоті Інес           | Едуард Старший        |                 |                 | 10              | 10              |
| Теа Софі Лох Несс     | Скад                  |                 |                 | 8               | 8               |
| Ола Рапас             | Сігур Криваве Волосся |                 |                 | 7               | 7               |
| Магнус Бруун          | Кнут                  |                 |                 | 8               | 8               |
| Саймон Стенспіл       | Дагфін                |                 | 2               | 5               | 7               |
| Едріан Шиллер         | Етельхельм            |                 |                 | 6               | 6               |
| Кевін Елдон           | Єпископ Еркенвальд    |                 |                 | 8               | 8               |
| Всього епізодов       | Всього епізодов       | 8               | 8               | 10              | 26              |

## Виробництво
Знімання серіалу стартувало в листопаді 2014 року. Компанія Carnival Films розробила серіал для BBC Two і BBC America, знімаючи в Угорщині та Великій Британії. Нік Мерфі виступив у ролі з-виконавчого продюсера і став режисером кількох епізодів.

## Сезони
| Сезон | Сезон | Епізоди | Оригінальна дата показу | Оригінальна дата показу |         |
| Сезон | Сезон | Епізоди | Прем'єра сезону         | Фінал сезону            |         |
| ----- | ----- | ------- | ----------------------- | ----------------------- | ------- |
|       | 1     | 8       | 10 жовтня 2015          | 28 листопада 2015       | BBC Two |
|       | 2     | 8       | 16 березня 2017         | 4 травня 2017           | BBC Two |
|       | 3     | 10      | 19 листопада 2018       | 19 листопада 2018       | Netflix |
|       | 4     | 10      | 26 квітня 2020          | 26 квітня 2020          | Netflix |

## Топоніми та їхні сучасні назви
- Беббанбург — (сучасна назва — Замок Бамборо) — замок на східному узбережжі Англії, на південь від острова Ліндісфарн. Його координати 55°36′33″ пн. ш. 1°42′41″ зх. д. / 55.609134° пн. ш. 1.711275° зх. д.,
- Еофорвик — (сучасна назва — Йорк) — столиця королівства Нортумбрія, на півночі Англії. 866 року захоплений данцями і перейменований ними у Йорвик.
- Нортумбрія — королівство на півночі Англії.
- Мерсія — королівство на південь від Нортумбрії.
- Східна Англія — невелике королівство (столиця Дис) на схід від Мерсії.
- Уельс — королівство на захід від Мерсії, на західному узбережжі Англії.
- Лунден — (сучасна назва Лондон) — місто на річці Темез (Темза), в часи, описані в серіалі, належав до королівства Мерсія.
- Вессекс — королівство на півдні Англії, на південь від Темези. Столиця Ексанкестер (сучасна назва — Ексетер). Альфред Великий волів правити з Сиппанхамма.
- Редінгум — (сучасна назва — Редінг) — місто на річці Кеннет (притоці річки Темзи), приблизно за 50 кілометрів на захід від Лондона.
- Батум — (сучасна назва — Бат) — невелике місто на старій римській дорозі, за 15 кілометрів на схід від Брістоля. Ще за часів римлян тут був бальнеологічний курорт.
- Сиппанхамм — (сучасна назва — Чиппенем), графство Вілтшир. Розташований за 30 кілометрів на схід від Брістоля.
- Сюннигтвайт — (сучасна назва — Суінітуейт), графство Йоркшир. Ставка Рагнара Старшого, куди хлопчиком був привезений Утред.
- Вінтанкестер — (сучасна назва — Вінчестер), місто, яке Альфред Великий в пізні роки свого життя зробив столицею Вессекса. Тут він помер і тут же похований.
- Дефнаскир (сучасна назва — Девоншир) — невелике королівство або олдерменство на півдні Англії, на захід від Вессекса. У Дефнаскирі знаходиться маєток Окстон, який Утред отримав, одружившись з Мілдрет. Окстон розташований на березі річки Уеска (сучасна назва Екс).
- Дунхелм (Dunelm) — (сучасна назва — Дарем (Durham)), фортеця у Північно-Східній Англії на річці Уїр.
- Бенфлеот (Benfleot) — (сучасна назва — Бенфлит[en] (Benfleet)), фортеця в Ессексі (суч. район Касл-Пойнт), поблизу якого в 894 році відбулася битва між саксами та данами.
- Корнуолл — королівство на Корнуольському півострові, на захід від Дефнаскира, заселене бриттами.
- Сеферн — річка Северн. «Широке Сефернське море» — естуарій річки Северн, що впадає в Бристольську затоку.
- Сомерсетські болота — ландшафтний заповідник у національному парку Ексмур, графство Сомерсет. Болота на півночі впадають в Сефернське море (Бристольську затоку). Тут король Альфред рятувався після розгрому.
- Егбертів камінь — судячи з опису в тексті хронік, залишок мегалітичної споруди з трьох каменів, що лежать на схилі пагорба. Дотепер не зберігся. Судячи з примітки автора хронік, історики сходяться на тому, що пагорб з каменем височів над селом Віліг (сучасна назва — Кінгстон Деверіл, Kingston Deverill). Координати села 51°07′59″ пн. ш. 2°13′14″ зх. д. / 51.133094° пн. ш. 2.220535° зх. д.. Тут король Альфред збирав свої війська. Егберт — англосаксонський король (роки правління 802—839), дід Альфреда, який поширив свій вплив на всю південну Англію (за винятком Нортумбрії). Кажуть, на цих каменях Егберт чинив суд. Егбертів камінь перебував приблизно за 42 кілометри на захід від Стоунхенджа.